# Marion Gilchrist

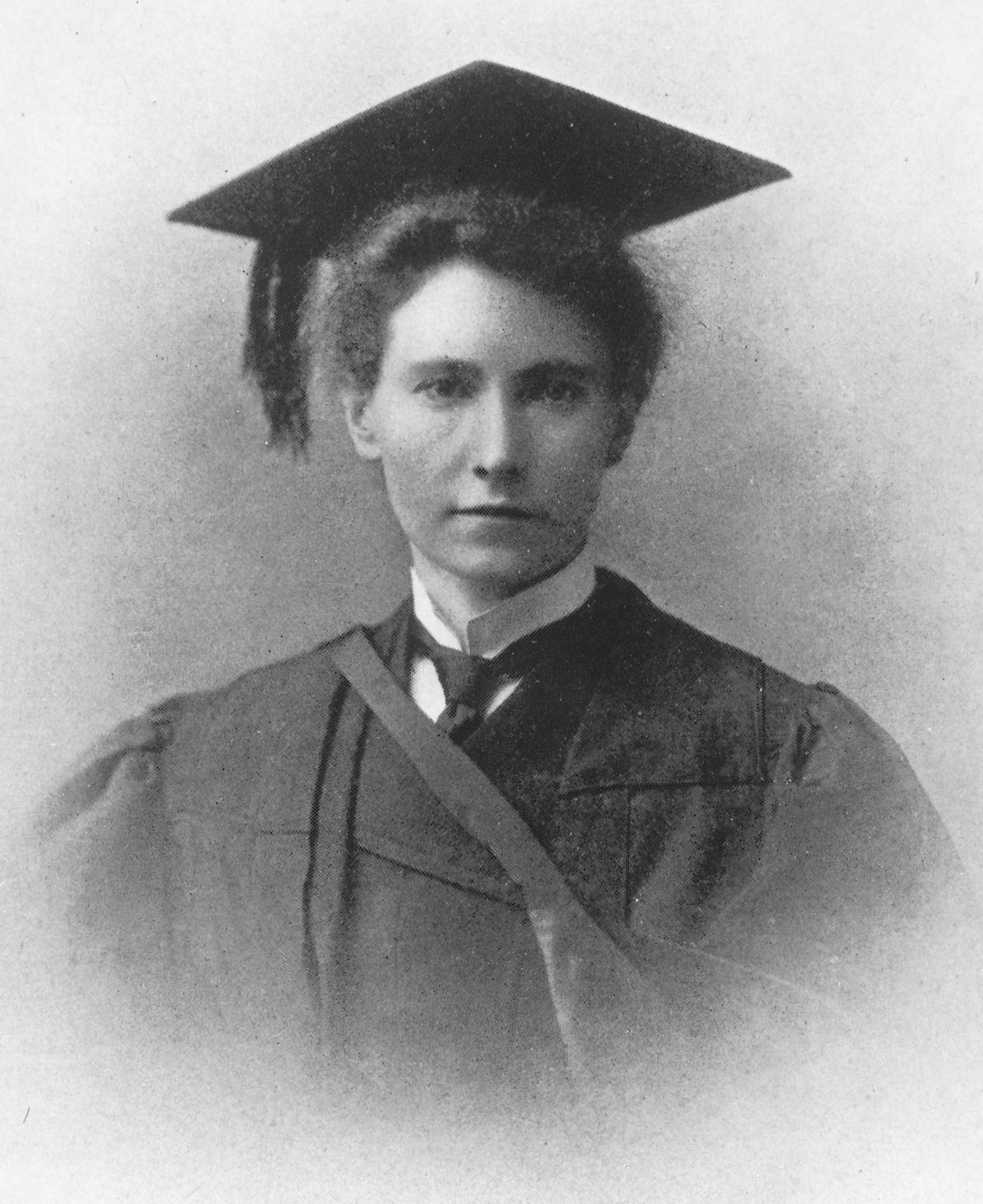
Marion Gilchrist, 1894

Marion Gilchrist (* 5. Februar 1864 in Bothwell, South Lanarkshire; † 7. September 1952 in Glasgow) war eine schottisch-britische Ärztin und Aktivistin für das Frauenwahlrecht. Sie war die erste weibliche Absolventin der Universität Glasgow und eine der ersten beiden Frauen, die an einer schottischen Universität ihr Medizinstudium abschlossen.

## Leben
Gilchrist wurde als jüngstes Kind von Margaret und William Gilchrist, einem wohlhabenden Landpächter, geboren. Sie hatte vier ältere Geschwister: drei Brüder, John, William und Douglas, und eine Schwester, Agnes. Ihr Bruder Douglas wurde Landwirtschaftsprofessor.
Ihre erste Ausbildung erhielt sie in der örtlichen Pfarre, als sie etwa sieben Jahre alt war. Ihre Ausbildung war nicht ganz einfach, da ihr Vater und ihr Bruder Douglas es für sinnlos hielten, dass sie akademische Fächer studierte. Ihr Bruder John ermutigte sie jedoch, und sie besuchte die Bothwell Primary School und die Hamilton Academy.
1887 immatrikulierte sich Gilchrist am Queen Margaret College in Glasgow als Kunststudentin, und obwohl sie dort bereits mit den Prüfungen begonnen hatte, erwarb sie 1890 den von der Universität St. Andrews speziell für Frauen verliehenen, dem Master gleichzusetzenden Titel Lady Literature in Arts (LLA). Im selben Jahr schrieb sie sich an der neuen medizinischen Fakultät des Queen Margaret College ein.
Im Juli 1894 waren Gilchrist und Alice Robson die ersten beiden Frauen, die ihren Abschluss an der Universität Glasgow machten, und die ersten Frauen, die ihr Medizinstudium an einer schottischen Universität abschlossen. Sie erwarben die Titel Bachelor of Medicine (MB) und Master of Surgery (CM).
Während ihres Studiums war Gilchrist stellvertretende Vorsitzende der Studierendenvereinigung des Queen Margaret College, stellvertretende Vorsitzende der Literary and Debating Society und Vorsitzende des Queen Margaret College Committee of the Glasgow University Liberal Club. Am 22. Januar 1894 wurde sie auf der ersten Sitzung des Women Students’ Representative Council am Queen Margaret College zur Präsidentin gewählt.
Nach ihrem Abschluss trat Gilchrist in die Allgemeinmedizin ein und eröffnete nach dem Tod ihres Vaters im Jahr 1903 ihre eigene Praxis in Glasgow, in der sie bis zu ihrem Lebensende blieb. Bis 1928 teilte sie ihr Haus und ihre Praxisräume mit Katherine Chapman (1883–1948). Chapman hatte an der Universität Glasgow studiert und war unter anderem als Radiologin am Glasgow Royal Infirmary tätig. Wie Gilchrist setzte sie sich in Glasgow für das Frauenwahlrecht ein, bevor sie 1928 eine Privatpraxis im Londoner West End eröffnete. Gilchrists Nichte, Margaret Menzies Campbell, arbeitete ebenfalls mit ihr in ihrer Praxis.
Als Fachärztin für Augenheilkunde wurde Gilchrist zur Assistenzärztin für Augenkrankheiten an der Glasgow Victoria Infirmary ernannt, eine Stelle, die sie von 1914 bis 1930 innehatte. Im Jahr 1927 wurde sie außerdem zur Augenärztin am Redlands Hospital for Women in Glasgow ernannt. Gilchrist engagierte sich als Ärztin auch ehrenamtlich in der Queen Margaret College Settlement's Invalid Children's School (1903–1911).
Sie war ein führendes Mitglied der British Medical Association und die erste weibliche Vorsitzende des Glasgower Zweiges. Außerdem war sie Treuhänderin des in Glasgow ansässigen Muirhead Trust.
Gilchrist war eines der Gründungsmitglieder der Glasgow and West of Scotland Association for Women's Suffrage (1902). Sie verließ die Vereinigung 1907 und trat der Women’s Social and Political Union und der Women’s Freedom League bei. Gilchrist untersuchte Constance Bulwer-Lytton vor einer ihrer Protestaktionen. 1922 wurde sie zur Vorsitzenden der Glasgow and West Scotland Association der Medical Women's Federation gewählt.
1932 wurde mit einer Spende von 1.500 Pfund ein Bett im Redlands Women’s Hospital für die Behandlung von Augenkrankheiten gestiftet, das nach dem Willen der Spenderinn in Anerkennung ihres „valuable work for women“ nach Gilchrist benannt wurde.
1936 stiftete Gilchrist das sogenannte „Gilchrist-Fenster“ im nördlichen Querschiff der Bothwell Parish Church in ihrem Geburtsor Bothwell. Es wurde von Douglas Strachan geschaffen. Die Inschrift unter dem Fenster lautet: „Zum Ruhme Gottes. Errichtet von Marion Gilchrist im Gedenken an ihren Vater William Gilchrist und ihre Mutter Margaret Williamson, ihre Brüder John William und Douglas und ihre Schwester Agnes.“ 1940 schenkte Gilchrist Bothwell ein Teil der an sie von ihrem Vater vermachten Grundstücke an die Gemeinde Bothwell, worauf sich heute die Gilchrist Gardens befinden.
Gilchrist heiratete nie und starb 1952 in ihrem Haus. Ihr Grab steht in der Glasgow Necropolis.
Der Marion Gilchrist Prize wurde 1952 aus dem Nachlass von Gilchrist gestiftet und wird jährlich von der Universität Glasgow an die „herausragendste Absolventin der Medizin“ verliehen wird.
Im Jahr 2012, zum 60. Jahrestag ihres Todes, wurde in der Bothwell Library eine Ausstellung zu Ehren ihrer Leistungen gezeigt. Die Universität Glasgow benannte den Postgraduate Club nach ihr.